# Flaviporus liebmannii
Flaviporus liebmannii är en svampart som först beskrevs av Elias Fries, och fick sitt nu gällande namn av Ginns 1980. Flaviporus liebmannii ingår i släktet Flaviporus och familjen Meruliaceae.   Inga underarter finns listade i Catalogue of Life.